# 커트니 콕스의 러브 앤 프렌즈
《커트니 콕스의 러브 앤 프렌즈》(영어: Cougar Town 쿠거 타운[*])는 2009년부터 2012년까지 ABC에서, 2013년부터 2015년 종영까지 TBS에서 방영된 미국의 텔레비전 시트콤이다.

## 개요
최근 이혼한 40대 줄스는 새로 연애를 시작해보려 한다. 역시 이혼한 40대 이웃 그레이슨은 줄스가 절대로 연애를 못할 거라고 호언장담하지만 본인이 줄스와 사랑에 빠져 연애 후 결혼에 이른다. 줄스, 10대 아들 트래비스, 전 남편 보비, 그레이슨, 와인을 좋아하는 친구들은 가족 같은 사이가 되어 새로운 인생의 장과 고난을 함께 해나간다.

## 출연
- 코트니 콕스 - 줄스 코브 역
- 크리스타 밀러 - 엘리 토레스 역
- 비지 필립스 - 로리 켈러 역
- 댄 버드 - 트래비스 코브 역
- 조시 홉킨스 - 그레이슨 엘리스 역
- 이언 고메즈 - 앤디 토레스 역
- 브라이언 밴홀트 - 보비 코브 역

기획자 빌 로런스가 앞서 만든 텔레비전 시리즈 《이야기 도시》(1996-2002)와 《스크럽스》(2001-10) 출연진(배리 보스트윅, 마이클 맥도널드, 스콧 폴리, 잭 브래프 등), 코트니 콕스가 나온 《프렌즈》(1994-2004) 출연진(제니퍼 애니스턴, 리사 쿠드로, 매슈 페리)과 당시 콕스의 남편이었던 총괄 제작자 데이비드 아켓이 등장한다.
시즌 2 "Something Good Coming, Part 1" 편에서 《커뮤니티》 아베드 나디르(대니 푸디 분)의 크로스오버 카메오 출연이 이뤄졌다.